# Visone
Visone é uma comuna italiana da região do Piemonte, província de Alexandria, com cerca de 1.157 habitantes. Estende-se por uma área de 12 km², tendo uma densidade populacional de 96 hab/km². Faz fronteira com Acqui Terme, Grognardo, Morbello, Morsasco, Prasco, Strevi.

## Demografia
| Variação demográfica do município entre 1861 e 2011                               |
|                                                                                   |
| Fonte: Istituto Nazionale di Statistica (ISTAT) - Elaboração gráfica da Wikipedia |